# Velika Gorica
Velika Gorica este un oraș în cantonul Zagreb, Croația, având o populație de 63.517 locuitori (2011).

## Demografie
Componența etnică a orașului Velika Gorica
     Croați (95,82%)
     Sârbi (1,52%)
     Necunoscut (0,32%)
     Neclasificat (1,96%)
Componența confesională a orașului Velika Gorica
     Catolici (91,11%)
     Fără religie și atei (2,85%)
     Ortodocși (1,63%)
     Musulmani (1,52%)
     Necunoscută (1,67%)
     Alte religii (1,21%)
Conform recensământului din 2011, orașul Velika Gorica avea 63.517 locuitori. Din punct de vedere etnic, majoritatea locuitorilor (95,82%) erau croați, cu o minoritate de sârbi (1,52%). Apartenența etnică nu este cunoscută în cazul a 0,32% din locuitori. Din punct de vedere confesional, majoritatea locuitorilor (91,11%) erau catolici, existând și minorități de persoane fără religie și atei (2,85%), ortodocși (1,63%) și musulmani (1,52%). Pentru 1,67% din locuitori nu este cunoscută apartenența confesională.